# 20. januar
20. januar er dag 20 i året, i den gregorianske kalender. Der er 345 dage tilbage af året (346 i skudår).
- Fabians og Sebastians dag. Ved pavevalget i år 236 herskede der uenighed, men da en due dalede ned over Fabian, blev det opfattet som et tegn fra himlen, og han blev valgt. Sebastian var officer i kejser Diocletians livvagt, og da det blev afsløret, at han var kristen, blev han gennemboret med pile.
- Dagen er en af de uheldige i Tycho Brahes kalender.

### Begivenheder
Født - Dødsfald
- 1613 - Freden i Knærød mellem Danmark og Sverige undertegnes.
- 1783 - I Danmark bliver loven om "overdådighedens indskrænkning" udstedt. Med denne lov sætter regeringen grænser for forbrug og luksus.
- 1945 - Danske modstandsfolk slår den svenske kvinde Jane Horney ihjel på en fiskekutter ud for Kullen på formodning om, at hun har været spion.
- 1945 - Sovjetiske styrker trænger for første gang ind i selve Tyskland. Soldaterne plyndrer voldsomt og brutalt. Flere hundrede tusinde tyskere flygter vestpå.
- 1961 - Som USA's første katolske (og hidtil yngste) præsident bliver John F. Kennedy taget i ed i Washington D.C., 43 år gammel.
- 1965 - Præsident Lyndon B. Johnson aflægger ed som USA's 36. præsident.
- 1969 - Præsident Richard Nixon aflægger ed som USA's 37. præsident.
- 1973 - Præsident Richard Nixon begynder sin anden periode som USA's præsident.
- 1973 - Vietnamkrigen erklæres officielt for afsluttet.
- 1976 - Under massakren i Damur dræber palæstinensiske PLO militsfolk mellem 300 og 500+ kristne libanesere
- 1977 - Præsident Jimmy Carter bliver indsat som USA's 39. præsident. Han erklærer som sit mål at afskaffe atombomber verden over.
- 1981 - Præsident Ronald Reagan aflægger ed som USA's 40. præsident - den hidtil ældste.
- 1981 - De sidste 52 amerikanske gidsler på USA's ambassade i Irans hovedstad Teheran bliver frigivet efter 444 dage som gidsler.
- 1984 - Pressechefen i det norske udenrigsministerium, Arne Treholt, bliver anholdt i Fornebu lufthavn i Oslo, mistænkt for i flere år, at have været sovjetisk spion.
- 1985 - Præsident Ronald Reagan fornyer sin ed og påbegynder sin anden præsidentperiode.
- 1986 - I den nordfranske by Lille bliver den endelige beslutning truffet: der blev bygget en dobbeltsporet jernbanetunnel under Den engelske Kanal.
- 1989 - Præsident George H.W. Bush aflægger ed som USA's 41. præsident.
- 1991 - 4 bliver dræbt, da sovjetiske soldater uden varsel stormer indenrigsministeriet i Letlands hovedstad Riga. Efter en halv times voldsom ildkamp trækker de sovjetiske soldater sig tilbage.
- 1992 - Et fransk Airbus A-320 indenrigsfly styrter under indflyvning til Strasbourg, og 87 af de 96 om bord omkommer.
- 1993 - Præsident Bill Clinton aflægger ed som USA's 42. præsident.
- 1993 - Poul Nyrup Rasmussen (S) bliver statsminister for en Socialdemokratisk, Radikal, CD og Kristeligt Folkeparti-regering. Det er den første flertalsregering i Danmark i 21 år - og samtidig den største nogensinde med hele 24 forskellige ministre.

- 1995 - En selvmordsbombemand dræber 19 og sårer 61 ved et busstoppested i Israel. Den islamiske terrororganisation Jihad tager ansvaret for det blodige attentat.
- 1997 - Præsident Bill Clinton fornyer sin ed og påbegynder sin anden præsidentperiode.
- 2001 - Præsident George W. Bush aflægger ed som USA’s 43. præsident. George Bush havde vundet valget i november måned 2000 over den demokratiske modkandidat Al Gore efter et uhyre tæt løb, hvor der i den sidste og afgørende stat, Florida, måtte flere omtællinger til.
- 2005 - Præsident George W. Bush fornyer sin ed og påbegynder sin anden præsidentperiode.
- 2009 - Præsident Barack Obama aflægger ed og bliver indsat som USA's 44. præsident.
- 2013 - Præsident Barack Obama fornyer sin ed og påbegynder sin anden præsidentperiode.
- 2017 - Præsident Donald Trump aflægger ed som USA's 45. præsident.
- 2021 - Præsident Joe Biden aflægger ed som USA's 46. præsident.

### Født
- 1775 - André-Marie Ampère, fransk fysiker (død 1836).
- 1804 - Eugène Sue, fransk forfatter (død 1857).
- 1866 - Euclydes da Cunha, brasiliansk forfatter, journalist og ingeniør (død 1909).
- 1873 - Johannes V. Jensen, dansk forfatter (død 1950).
- 1893 - Kaj Birket-Smith, polarforsker (død 1977).
- 1896 - George Burns, amerikansk komiker og skuespiller (død 1996).
- 1903 - Jens August Schade, dansk digter (død 1978).
- 1906 - Aristotle Onassis, græsk skibsreder og milliardær (død 1975).
- 1920 - Federico Fellini, italiensk filminstruktør (død 1993).
- 1926 - Patricia Neal, amerikansk skuespillerinde (død 2010).
- 1927 - Birthe Backhausen, dansk skuespillerinde (død 2005).
- 1930 - Edwin "Buzz" Aldrin, amerikansk astronaut og anden mand på månen.
- 1934 - Finn Bentzen, dansk tegner, forfatter, producer og instruktør (død 2008).
- 1934 - Tom Baker, engelsk skuespiller og komiker.
- 1936 - Eddie Karnil, dansk skuespiller (død 2008).
- 1940 - Erik Dyreborg, dansk fodboldspiller (død 2013).
- 1946 - Alex Frank Larsen, dansk journalist.
- 1946 - David Lynch, amerikansk filminstruktør (død 2025).
- 1948 - Arne Toft, dansk folketingsmedlem.
- 1949 - Göran Persson, svensk politiker og statsminister.
- 1957 - Alu Alkhanov, tjetjensk politiker og præsident.
- 1960 - Will Wright, amerikansk computerspilskaber og virksomhedsleder.
- 1967 - Sigurd Barrett, dansk entertainer, musiker og komponist.
- 1968 - Trisse Gejl, dansk forfatter.
- 1971 - Gary Barlow, engelsk sanger i Take That.
- 1973 - Lotte Bundsgaard, tidligere dansk folketingsmedlem.
- 1983 - Burhan G, dansk popmusiker.

### Dødsfald
- 1612 - Rudolf 2., tysk-romersk kejser (født 1552).
- 1745 - Karl 7., tysk-romersk kejser (født 1697).
- 1832 - Olav Olavsen, dansk-norsk-islandsk arkitekt og jurist (født 1753).
- 1848 - Christian 8., dansk konge (født 1786).
- 1850 - Adam Oehlenschläger, dansk romantisk digter (født 1779).
- 1907 - Dmitrij Mendelejev, russisk kemiker (født 1834).
- 1912 - Herman Bang, dansk forfatter (født 1857).
- 1926 - Hedevig Winther, dansk maler og forfatter (født 1844).
- 1931 - Margrethe Munthe, norsk forfatter (født 1860).
- 1936 - Georg 5., engelsk konge (født 1865).
- 1945 - Jane Horney, svensk formodet landsforræder.
- 1979 - Gustav Winckler, dansk sanger, komponist og pladeproducer (født 1925).
- 1983 - Garrincha, brasiliansk fodboldspiller (født 1933).
- 1984 - Johnny Weissmuller, amerikansk svømmer og skuespiller (født 1904).
- 1990 - Barbara Stanwyck, amerikanske skuespillerinde (født 1907).
- 1993 - Audrey Hepburn, belgiskfødt, amerikansk skuespillerinde (født 1929).
- 1996 - Gerry Mulligan, amerikansk jazzmusiker, komponist og orkesterleder (født 1927).
- 2005 - Per Borten, norsk politiker og statsminister (født 1913).
- 2013 - Georg Ursin, dansk jurist og forfatter (født 1934).
- 2020 - Louis Nielsen, grundlægger og optiker (født 1944)
- 2021 - Carsten Thau, dansk professor (født 1947)
- 2022 - Meat Loaf, amerikansk sanger og skuespiller (født 1947)

|  | Denne datoartikel kan blive bedre, hvis der indsættes et (bedre) billede Du kan hjælpe ved at afsøge Wikimedia Commons for et passende billede eller uploade et godt billede til Wikimedia Commons iht. de tilladte licenser og indsætte det i artiklen. |